# Hiệp Lực, Ninh Giang
Hiệp Lực là một xã thuộc huyện Ninh Giang, tỉnh Hải Dương, Việt Nam.

## Địa lý
Xã Hiệp Lực có diện tích 5,35 km², dân số năm 1999 là 5.770 người, mật độ dân số đạt 1.079 người/km².

## Lịch sử
Xã Hiệp Lực được thành lập vào năm 1946 trên cơ sở hợp nhất xã Hiệp Lễ (nay là làng Hiệp Lễ, thôn Hiệp Thọ) và xã Lực Đáp (gồm các làng Thọ Đa - thôn Hiệp Thọ, làng Tiền, làng Trung và làng Mai Xá).